# Saa gik 1944
|  | Denne artikel er oprettet af botten Steenthbot ud fra en ekstern database. Den kan derfor have sproglige fejl eller mangler. Denne skabelon kan fjernes efter kontrol af indholdet. |

Saa gik 1944 er en dansk dokumentarisk optagelse fra 1944.

## Handling
Magasin du Nords årsrevy 1944:

1) Året begynder med en eksplosion på Parnas, der ødelægger Magasins vinduer.

2) Skomagerlaugets værksted i hovedhallen.

3) 28. januar stiftes Magasins kunstforening.

4) Kirsten Hüttemeier demonstrerer madlavning.

5) Golftræning med sving-teknik. I hovedhallen spilles der Garden-golf.

6) Schalburgtage i Magasin ny hal, der sættes vinduesskodder op.

7) Svajestævne i konkurrence med Illum.

8) Erstatningshesten i hovedhallen har besøg af årets studenter.

9) Sportsforeningens store stævne på stadion ved Genforeningspladsen, afsluttes med aftenfest.

10) Kunstforeningens udstilling "Unge talenter" åbnes af Preben Willmann, Hjort Nielsen og kunsthandler Dam.

11) Personalechefen åbner udstillingen af fritidsarbejder.

12) Juleudstillingen 1944, "Julestjernen".

13) Direktør Bøgelund Jensen taler til de ansatte om året der gik. 1944 gøres op på kasseapparatet.</p